# Pleuronea striata
Pleuronea striata är en mossdjursart som beskrevs av Ferdinand Canu och Ray Smith Bassler 1929. Pleuronea striata ingår i släktet Pleuronea och familjen Tubuliporidae. Inga underarter finns listade i Catalogue of Life.